# Премія «Оскар» за найкращий фільм
Премія «Оскар» за найкращий фільм — щорічна нагорода Американської академії кіномистецтв. Вважається найважливішою та найпрестижнішою, оскільки є високою відзнакою в цілому всієї роботи над картиною: режисерів, акторів, композиторів, сценаристів, операторів та всіх інших, хто доклав зусиль для її створення.
На сьогодні лідером за кількістю перемог в цій номінації є кінокомпанія Metro-Goldwyn-Mayer.
Починаючи з 82-ї церемонії нагородження (2009), кількість картин, що номінуються на здобуття премії за найкращий фільм, збільшено, і відтепер їх може бути від п'яти до десяти. Від початку, в 1930-40-х роках, саме стільки і було номінантів, але згодом їх кількість зменшили до п'яти. Наразі ж розширення покликане наданням можливості брати участь в боротьбі за головний приз усім, дійсно вартим того, стрічкам.
За роки існування назву нагороди декілька разів змінювали, аж доки в 1962 році не зупинилися на теперішній:
- 1927/28 → 1928/29: «Оскар» за видатний фільм (Academy Award for Outstanding Picture)
- 1929/30 → 1940: «Оскар» за видатну постановку (Academy Award for Outstanding Production)
- 1941 → 1943: «Оскар» за видатний кінофільм (Academy Award for Outstanding Motion Picture)
- 1944 → 1961: «Оскар» за найкращий кінофільм (Academy Award for Best Motion Picture)
- 1962 → до сьогодні: «Оскар» за найкращий фільм (Academy Award for Best Picture)

## 1920-ті
- 1927/28 — 1 церемонія, відбулася 16 травня 1929 року

| Лауреат і номінанти | Кінокомпанія                    | Продюсер       |
| ------------------- | ------------------------------- | -------------- |
| «Крила»             | Paramount, Famous Players-Lasky | Люсьєн Габбард |
| «Рекет»             | Caddo, Paramount                | Говард Г'юз    |
| «Сьоме небо»        | Fox                             | Вільям Фокс    |

- 1928/29 — 2 церемонія, відбулася 3 квітня 1930 року

| Лауреат і номінанти            | Кінокомпанія        | Продюсер                         |
| ------------------------------ | ------------------- | -------------------------------- |
| «Бродвейська мелодія»          | Metro-Goldwyn-Mayer | Ірвінг Тальберг                  |
| «Алібі»                        | United Artists      | Роланд Вест                      |
| «Голлівудське рев'ю 1929 року» | Metro-Goldwyn-Mayer | Гаррі Рапф                       |
| «У старій Аризоні»             | Fox                 | Вінфілд Шихан (студійний голова) |
| «Патріот»                      | Paramount           | Ернст Любіч                      |

## 1930-ті
- 1929/30 — 3 церемонія, відбулася 5 листопада 1930 року

| Лауреат і номінанти            | Кінокомпанія        | Продюсер                  |
| ------------------------------ | ------------------- | ------------------------- |
| «На західному фронті без змін» | Universal           | Карл Леммле               |
| «Казенний будинок»             | Metro-Goldwyn-Mayer | Ірвінг Грант Тальберг     |
| «Дізраелі»                     | Warner Brothers     | Джек Ворнер, Дерріл Занук |
| «Розлучення»                   | Metro-Goldwyn-Mayer | Роберт З. Леонард         |
| «Парад кохання»                | Paramount           | Ернст Любіч               |

- 1930/31 — 4 церемонія, відбулася 10 листопада 1931 року

| Лауреат і номінанти | Кінокомпанія        | Продюсер                         |
| ------------------- | ------------------- | -------------------------------- |
| «Сімаррон»          | RKO Pictures        | Вільям ЛеБарон                   |
| «Іст Лінн»          | Fox                 | Вінфілд Шихан (студійний голова) |
| «Перша шпальта»     | Caddo               | Говард Г'юз                      |
| «Скіппі»            | Paramount           | Адольф Цукор                     |
| «Трейдер Горн»      | Metro-Goldwyn-Mayer | Ірвінг Грант Тальберг            |

- 1931/32 — 5 церемонія, відбулася 18 листопада 1932 року

| Лауреат і номінанти    | Кінокомпанія               | Продюсер                         |
| ---------------------- | -------------------------- | -------------------------------- |
| «Гранд-готель»         | Metro-Goldwyn-Mayer        | Ірвінг Грант Тальберг            |
| «Ерровсміт»            | Samuel Goldwyn Productions | Семюел Голдвін                   |
| «Погане дівчисько»     | Fox                        | Вінфілд Шихан (студійний голова) |
| «Чемпіон»              | Metro-Goldwyn-Mayer        | Кінг Відор                       |
| «П'ятизірковий фінал»  | First National             | Гал Б. Волліс                    |
| «Одна година з тобою»  | Paramount                  | Ернст Любіч                      |
| «Шанхайський експрес»  | Paramount                  | Адольф Цукор                     |
| «Усміхнений лейтенант» | Paramount                  | Ернст Любіч                      |

- 1932/33 — 6 церемонія, відбулася 16 березня 1934 року

| Лауреат і номінанти           | Кінокомпанія        | Продюсер                         |
| ----------------------------- | ------------------- | -------------------------------- |
| «Кавалькада»                  | Fox                 | Вінфілд Шихан (студійний голова) |
| «Прощавай, зброє!»            | Paramount           | Адольф Цукор                     |
| «42-га вулиця»                | Warner Brothers     | Дерріл Занук                     |
| «Я — втікач-каторжанин»       | Warner Brothers     | Гал Б. Волліс                    |
| «Леді на один день»           | Columbia            | Френк Капра                      |
| «Маленькі жінки»              | RKO Pictures        | Меріан К. Купер, Кеннет МакГовен |
| «Приватне життя Генріха VIII» | London Films        | Олександр Корда                  |
| «Вона була неправа»           | Paramount           | Вільям ЛеБарон                   |
| «Ніжна посмішка»              | Metro-Goldwyn-Mayer | Ірвінг Грант Тальберг            |
| «Ярмарок штату»               | Fox                 | Вінфілд Шихан (студійний голова) |

- 1934 — 7 церемонія, відбулася 27 лютого 1935 року

| Лауреат і номінанти       | Кінокомпанія         | Продюсер                                |
| ------------------------- | -------------------- | --------------------------------------- |
| «Це сталося якось вночі»  | Columbia             | Френк Капра, Гаррі Кон                  |
| «Баррети з Вімпоул-стріт» | Metro-Goldwyn-Mayer  | Ірвінг Грант Тальберг                   |
| «Клеопатра»               | Paramount            | Сесіл Б. ДеМілль                        |
| «Доріжка флірту»          | First National       | Джек Ворнер, Гал Б. Волліс, Роберт Лорд |
| «Веселе розлучення»       | RKO Pictures         | Пандро С. Берман                        |
| «До справи береться флот» | Warner Brothers      | Луїс Едельман                           |
| «Будинок Ротшильдів»      | 20th Century         | Дерріл Занук                            |
| «Імітація життя»          | Universal            | Джон М. Стал                            |
| «Одна ніч кохання»        | Columbia             | Гаррі Кон, Еверетт Ріскін               |
| «Тонка людина»            | Metro-Goldwyn-Mayer  | Гант Стромберг                          |
| «Хай живе Вілья!»         | Metro-Goldwyn-Mayer  | Девід Олівер Селзнік                    |
| «Парад білих халатів»     | Famous Players-Lasky | Джессі Луїс Ласкі                       |

- 1935 — 8 церемонія, відбулася 5 березня 1936 року

| Лауреат і номінанти                                        | Кінокомпанія             | Продюсер                                           |
| ---------------------------------------------------------- | ------------------------ | -------------------------------------------------- |
| «Заколот на Баунті»                                        | Metro-Goldwyn-Mayer      | Ірвінг Грант Тальберг, Альберт Левін               |
| «Еліс Едамс» (Alice Adams)                                 | RKO Pictures             | Пандро С. Берман                                   |
| «Бродвейська мелодія 1936-го» (Broadway Melody of 1936)    | Metro-Goldwyn-Mayer      | Джон В. Консідайн-молодший                         |
| «Одіссея капітана Блада»                                   | Cosmopolitan Productions | Гал Б. Волліс, Гаррі Джо Браун, Гордон Голлінґсгед |
| «Девід Коперфілд»                                          | Metro-Goldwyn-Mayer      | Девід Олівер Селзнік                               |
| «Інформатор»                                               | RKO Pictures             | Кліфф Рейд                                         |
| «Життя бенгальського улана» (The Lives of a Bengal Lancer) | Paramount                | Луїс Д. Лайтон                                     |
| «Сон літньої ночі»                                         | Warner Brothers          | Генрі Бланк                                        |
| «Знедолені»                                                | 20th Century             | Дерріл Занук                                       |
| «Примхлива Марієтта» (Naughty Marietta)                    | Metro-Goldwyn-Mayer      | Гант Стромберг                                     |
| «Рагглз з Ред-Геп» (Ruggles of Red Gap)                    | Paramount                | Артур Горнблоу-молодший                            |
| «Циліндр»                                                  | RKO Pictures             | Пандро С. Берман                                   |

- 1936 — 9 церемонія, відбулася 4 березня 1937 року

| Лауреат і номінанти                          | Кінокомпанія               | Продюсер                        |
| -------------------------------------------- | -------------------------- | ------------------------------- |
| «Великий Зігфільд»                           | Metro-Goldwyn-Mayer        | Гант Стромберг                  |
| «Ентоні нещасний»                            | Warner Brothers            | Генрі Бланк                     |
| «Додсворт» (Dodsworth)                       | Samuel Goldwyn Productions | Семюел Голдвін, Меррітт Калберт |
| «Оббрехана» (Libeled Lady)                   | Metro-Goldwyn-Mayer        | Лоуренс Вайнгартен              |
| «Містер Дідс переїжджає до міста»            | Columbia                   | Френк Капра                     |
| «Ромео і Джульєтта»                          | Metro-Goldwyn-Mayer        | Ірвінг Грант Тальберг           |
| «Сан-Франциско»                              | Metro-Goldwyn-Mayer        | Джон Емерсон, Бернард Х. Хімен  |
| «Історія Луї Пастера»                        | Cosmopolitan Productions   | Генрі Бланк                     |
| «Казка про два міста» (A Tale of Two Cities) | Metro-Goldwyn-Mayer        | Девід Олівер Селзнік            |
| «Три милі дівчини» (Three Smart Girls)       | Universal                  | Джо Пастернак, Чарльз Роджерс   |

- 1937 — 10 церемонія, відбулася 10 березня 1938 року

| Лауреат і номінанти                                         | Кінокомпанія               | Продюсер                             |
| ----------------------------------------------------------- | -------------------------- | ------------------------------------ |
| «Життя Еміля Золя»                                          | Warner Brothers            | Генрі Бланк                          |
| «Жахлива правда»                                            | Columbia                   | Лео Маккері, Еверетт Ріскін          |
| «Відважні капітани»                                         | Metro-Goldwyn-Mayer        | Луїс Д. Лайтон                       |
| «Глухий кут» (Dead End)                                     | Samuel Goldwyn Productions | Семюел Голдвін, Меррітт Калберт      |
| «Благословенна земля» (The Good Earth)                      | Metro-Goldwyn-Mayer        | Ірвінг Грант Тальберг, Альберт Левін |
| «У старому Чикаго» (In Old Chicago)                         | 20th Century               | Дерріл Занук, Кенет МакГовен         |
| «Втрачений горизонт»                                        | Columbia                   | Френк Капра                          |
| «Сто чоловіків і одна дівчина» (One Hundred Men and a Girl) | Universal                  | Джо Пастернак, Чарльз Роджерс        |
| «Двері на сцену» (Stage Door)                               | RKO Pictures               | Пандро С. Берман                     |
| «Народження зірки»                                          | Selznick International     | Девід Олівер Селзнік                 |

- 1938 — 11 церемонія, відбулася 23 лютого 1939 року

| Лауреат і номінанти                                  | Кінокомпанія                        | Продюсер                       |
| ---------------------------------------------------- | ----------------------------------- | ------------------------------ |
| «З собою не забрати»                                 | Columbia                            | Френк Капра                    |
| «Пригоди Робіна Гуда» (The Adventures of Robin Hood) | Warner Brothers, First National     | Гал Б. Волліс, Генрі Бланк     |
| «Регтайм бенд Олександра»                            | 20th Century                        | Дерріл Занук, Гаррі Джо Браун  |
| «Місто хлопчиків» (Boys Town)                        | Metro-Goldwyn-Mayer                 | Джон В. Консідайн-молодший     |
| «Цитадель» (The Citadel)                             | Metro-Goldwyn-Mayer                 | Віктор Севіль                  |
| «Чотири доньки»                                      | Warner Brothers, First National     | Гал Б. Волліс, Генрі Бланк     |
| «Велика ілюзія»                                      | Realization D'Art Cinematographique | Френк Ролмер, Альберт Пінковіч |
| «Джезебель»                                          | Warner Brothers                     | Гал Б. Волліс, Генрі Бланк     |
| «Пігмаліон» (Pygmalion)                              | Metro-Goldwyn-Mayer                 | Габріель Паскаль               |
| «Льотчик-випробувач» (Test Pilot)                    | Metro-Goldwyn-Mayer                 | Луїс Д. Лайтон                 |

- 1939 — 12 церемонія, відбулася 29 лютого 1940 року

| Лауреат і номінанти                 | Кінокомпанія               | Продюсер             |
| ----------------------------------- | -------------------------- | -------------------- |
| «Звіяні вітром»                     | Selznick International     | Девід Олівер Селзнік |
| «Похмура перемога» (Dark Victory)   | Warner Brothers            | Девід Льюїс          |
| «До побачення, містер Чіпс»         | Metro-Goldwyn-Mayer        | Віктор Севіль        |
| «Любовна історія» (Love Affair)     | RKO Pictures               | Лео Маккері          |
| «Містер Сміт вирушає до Вашингтону» | Columbia                   | Френк Капра          |
| «Ніночка»                           | Metro-Goldwyn-Mayer        | Сідні Франклін       |
| «Про мишей і людей»                 | Hal Roach Studios          | Льюїс Майлстоун      |
| «Диліжанс»                          | Walter Wanger Productions  | Волтер Вангер        |
| «Чарівник країни Оз»                | Metro-Goldwyn-Mayer        | Марвін ЛеРой         |
| «Буремний перевал»                  | Samuel Goldwyn Productions | Семюел Голдвін       |

## 1940-ві
- 1940 — 13 церемонія, відбулася 27 лютого 1941 року

| Лауреат і номінанти                                    | Кінокомпанія                      | Продюсер                                |
| ------------------------------------------------------ | --------------------------------- | --------------------------------------- |
| «Ребекка»                                              | Selznick International            | Девід Олівер Селзнік                    |
| «Все це, і небо на додаток» (All This, and Heaven Too) | Warner Brothers                   | Джек Ворнер, Гал Б. Волліс, Девід Льюїс |
| «Іноземний кореспондент»                               | Walter Wanger Productions         | Волтер Вангер                           |
| «Грона гніву»                                          | 20th Century                      | Дерріл Занук, Наннеллі Джонсон          |
| «Великий диктатор»                                     | Charles Chaplin Productions       | Чарлі Чаплін                            |
| «Кітті Фойл»                                           | RKO Pictures                      | Девід Хемпстед                          |
| «Лист» (The Letter)                                    | Warner Brothers                   | Гал Б. Волліс                           |
| «Довгий шлях додому» (The Long Voyage Home)            | Walter Wanger Productions, Argosy | Джон Форд                               |
| «Наше містечко»                                        | Lesser                            | Сол Лессер                              |
| «Філадельфійська історія»                              | Metro-Goldwyn-Mayer               | Джозеф Манкевич                         |

- 1941 — 14 церемонія, відбулася 26 лютого 1942 року

| Лауреат і номінанти                              | Кінокомпанія               | Продюсер                         |
| ------------------------------------------------ | -------------------------- | -------------------------------- |
| «Якою зеленою була моя долина»                   | 20th Century               | Дерріл Занук                     |
| «Квіти в пилу»                                   | Metro-Goldwyn-Mayer        | Ірвінг Ешер                      |
| «Громадянин Кейн»                                | Mercury                    | Орсон Веллс                      |
| «А ось і містер Джордан» (Here Comes Mr. Jordan) | Columbia                   | Еверет Ріскін                    |
| «Затримайте світанок» (Hold Back the Dawn)       | Paramount                  | Артур Горнблоу-молодший          |
| «Лисички» (The Little Foxes)                     | Samuel Goldwyn Productions | Семюел Голдвін                   |
| «Мальтійський сокіл»                             | Warner Brothers            | Гал Б. Волліс                    |
| «Один крок в раю» (One Foot in Heaven)           | Warner Brothers            | Гал Б. Волліс                    |
| «Сержант Йорк»                                   | Warner Brothers            | Гал Б. Волліс, Джессі Луїс Ласкі |
| «Підозра»                                        | RKO Pictures               | Альфред Хічкок                   |

- 1942 — 15 церемонія, відбулася 4 березня 1943 року

| Лауреат і номінанти                            | Кінокомпанія               | Продюсер                                 |
| ---------------------------------------------- | -------------------------- | ---------------------------------------- |
| «Місіс Мінівер»                                | Metro-Goldwyn-Mayer        | Сідні Франклін                           |
| «Загарбники» (49th Parallel)                   | Ortus                      | Майкл Павелл                             |
| «Кінг Роу»                                     | Warner Brothers            | Гал Б. Волліс                            |
| «Чудові Емберсони» (The Magnificent Ambersons) | Mercury                    | Орсон Веллс                              |
| «Щуролов» (The Pied Piper)                     | 20th Century               | Наннеллі Джонсон                         |
| «Гордість янкі»                                | Samuel Goldwyn Productions | Семюел Голдвін                           |
| «Випадкова жнива»                              | Columbia                   | Джордж Стівенс                           |
| «Все місто говорить» (The Talk of the Town)    | Warner Brothers            | Гал Б. Волліс                            |
| «Острів Вейк» (Wake Island)                    | Paramount                  | Джозеф Сістром                           |
| «Янкі Дудл Денді»                              | Warner Brothers            | Джек Ворнер, Гал Б. Волліс, Вільям Каґні |

- 1943 — 16 церемонія, відбулася 2 березня 1944 року

| Лауреат і номінанти                               | Кінокомпанія        | Продюсер        |
| ------------------------------------------------- | ------------------- | --------------- |
| «Касабланка»                                      | Warner Brothers     | Гал Б. Волліс   |
| «По кому подзвін» (For Whom the Bell Tolls)       | Paramount           | Сем Вуд         |
| «Небеса можуть почекати» (Heaven Can Wait)        | 20th Century        | Ернст Любіч     |
| «Людська комедія» (The Human Comedy)              | Metro-Goldwyn-Mayer | Кларенс Браун   |
| «В якому ми служимо» (In Which We Serve)          | Two Cities          | Ноел Кауард     |
| «Мадам Кюрі»                                      | Metro-Goldwyn-Mayer | Сідні Франклін  |
| «Чим більше, тим веселіше» (The More the Merrier) | Columbia            | Джордж Стівенс  |
| «Випадок в Окс-Боу» (The Ox-Bow Incident)         | 20th Century        | Ламар Тротті    |
| «Пісня Бернадетти»                                | 20th Century        | Вільям Перлберг |
| «Годинник на Рейні» (Watch on the Rhine)          | Warner Brothers     | Гал Б. Волліс   |

- 1944 — 17 церемонія, відбулася 15 березня 1945 року

| Лауреат і номінанти                          | Кінокомпанія           | Продюсер                |
| -------------------------------------------- | ---------------------- | ----------------------- |
| «Йти своїм шляхом»                           | Paramount              | Лео Маккері             |
| «Подвійна страховка»                         | Paramount              | Джозеф Сістром          |
| «Газове світло»                              | Metro-Goldwyn-Mayer    | Артур Горнблоу-молодший |
| «Відтоді, як Ви пішли» (Since You Went Away) | Selznick International | Девід Олівер Селзнік    |
| «Вільсон» (Вільсон)                          | 20th Century           | Дерріл Занук            |

- 1945 — 18 церемонія, відбулася 7 березня 1946 року

| Лауреат і номінанти                             | Кінокомпанія           | Продюсер             |
| ----------------------------------------------- | ---------------------- | -------------------- |
| «Втрачений вікенд»                              | Paramount              | Чарльз Брекетт       |
| «Підняти якорі»                                 | Metro-Goldwyn-Mayer    | Джо Пастернак        |
| «Дзвони святої Марії» (The Bells of St. Mary's) | Rainbow Productions    | Лео Маккері          |
| «Мілдред Пірс»                                  | Warner Brothers        | Джері Уолд           |
| «Заворожений»                                   | Selznick International | Девід Олівер Селзнік |

- 1946 — 19 церемонія, відбулася 13 березня 1947 року

| Лауреат і номінанти          | Кінокомпанія                                 | Продюсер       |
| ---------------------------- | -------------------------------------------- | -------------- |
| «Найкращі роки нашого життя» | Samuel Goldwyn Productions                   | Семюел Голдвін |
| «Генріх V»                   | J. Arthur Rank Film Distributors, Two Cities | Лоуренс Олів'є |
| «Це дивовижне життя»         | Liberty Films                                | Френк Капра    |
| «Лезо бритви»                | 20th Century                                 | Дерріл Занук   |
| «Оленятко»                   | Metro-Goldwyn-Mayer                          | Сідні Франклін |

- 1947 — 20 церемонія, відбулася 20 березня 1948 року

| Лауреат і номінанти              | Кінокомпанія                                | Продюсер        |
| -------------------------------- | ------------------------------------------- | --------------- |
| «Джентльменська угода»           | 20th Century                                | Дерріл Занук    |
| «Дружина єпископа»               | Samuel Goldwyn Productions                  | Семюел Голдвін  |
| «Перехресний вогонь» (Crossfire) | RKO Pictures                                | Адріан Скотт    |
| «Великі сподівання»              | J. Arthur Rank Film Distributors, Cineguild | Рональд Нім     |
| «Диво на 34-й вулиці»            | 20th Century                                | Вільям Перлберг |

- 1948 — 21 церемонія, відбулася 24 березня 1949 року

| Лауреат і номінанти               | Кінокомпанія                                                | Продюсер                         |
| --------------------------------- | ----------------------------------------------------------- | -------------------------------- |
| «Гамлет»                          | J. Arthur Rank Film Distributors, Two Cities                | Лоуренс Олів'є                   |
| «Джонні Белінда» (Johnny Belinda) | Warner Brothers                                             | Джері Уолд                       |
| «Червоні черевички»               | J. Arthur Rank Film Distributors, Archer Street Productions | Майкл Павелл, Емерик Прессбургер |
| «Зміїна яма»                      | 20th Century                                                | Анатоль Літвак, Роберт Басслер   |
| «Скарби Сьєрра-Мадре»             | Warner Brothers                                             | Генрі Бланк                      |

- 1949 — 22 церемонія, відбулася 23 березня 1950 року

| Лауреат і номінанти                              | Кінокомпанія              | Продюсер      |
| ------------------------------------------------ | ------------------------- | ------------- |
| «Все королівське військо»                        | Robert Rossen Productions | Роберт Розен  |
| «Поле битви» (Battleground)                      | Metro-Goldwyn-Mayer       | Дор Шері      |
| «Спадкоємиця»                                    | Paramount                 | Вільям Вайлер |
| «Лист до трьох дружин» (A Letter to Three Wives) | 20th Century              | Сол С. Сігел  |
| «Вертикальний зліт» (Twelve O'Clock High)        | 20th Century              | Дерріл Занук  |

## 1950-ті
- 1950 — 23 церемонія, відбулася 29 березня 1951 року

| Лауреат і номінанти                             | Кінокомпанія        | Продюсер          |
| ----------------------------------------------- | ------------------- | ----------------- |
| «Все про Єву»                                   | 20th Century        | Дерріл Занук      |
| «Народжена вчора»                               | Columbia            | С. Сільвен Саймон |
| «Батько нареченої»                              | Metro-Goldwyn-Mayer | Сем Зімбаліст     |
| «Копальні царя Соломона» (King Solomon's Mines) | Metro-Goldwyn-Mayer | Сем Зімбаліст     |
| «Бульвар Сансет»                                | Paramount           | Чарльз Брекетт    |

- 1951 — 24 церемонія, відбулася 20 березня 1952 року

| Лауреат і номінанти                              | Кінокомпанія        | Продюсер                       |
| ------------------------------------------------ | ------------------- | ------------------------------ |
| «Американець в Парижі»                           | Metro-Goldwyn-Mayer | Артур Фрід                     |
| «Рішення перед світанком» (Decision Before Dawn) | 20th Century        | Анатоль Літвак, Френк Маккарті |
| «Місце під сонцем»                               | Paramount           | Джордж Стівенс                 |
| «Камо грядеши»                                   | Metro-Goldwyn-Mayer | Сем Зімбаліст                  |
| «Трамвай „Бажання“»                              | Warner Brothers     | Чарльз К. Фельдман             |

- 1952 — 25 церемонія, відбулася 19 березня 1953 року

| Лауреат і номінанти           | Кінокомпанія        | Продюсер                   |
| ----------------------------- | ------------------- | -------------------------- |
| «Найбільше шоу на Землі»      | Paramount           | Сесіль Б. ДеМілль          |
| «Рівно ополудні»              | United Artists      | Стенлі Крамер              |
| «Айвенго»                     | Metro-Goldwyn-Mayer | Пандро С. Берман           |
| «Мулен Руж»                   | United Artists      | Джон Х'юстон               |
| «Тиха людина» (The Quiet Man) | Republic Pictures   | Меріан К. Купер, Джон Форд |

- 1953 — 26 церемонія, відбулася 25 березня 1954 року

| Лауреат і номінанти        | Кінокомпанія        | Продюсер       |
| -------------------------- | ------------------- | -------------- |
| «Відтепер і на віки віків» | Columbia            | Бадді Адлер    |
| «Юлій Цезар»               | Metro-Goldwyn-Mayer | Джон Хаусман   |
| «Плащаниця» (The Robe)     | 20th Century        | Френк Росс     |
| «Римські канікули»         | Paramount           | Вільям Вайлер  |
| «Шейн»                     | Paramount           | Джордж Стівенс |

- 1954 — 27 церемонія, відбулася 30 березня 1955 року

| Лауреат і номінанти                   | Кінокомпанія        | Продюсер        |
| ------------------------------------- | ------------------- | --------------- |
| «У порту»                             | Columbia            | Сем Шпігель     |
| «Заколот на «Кейні»                   | Columbia            | Стенлі Крамер   |
| «Сільська дівчина» (The Country Girl) | Paramount           | Вільям Перлберг |
| «Сім наречених для семи братів»       | Metro-Goldwyn-Mayer | Джек Каммінгс   |
| «Три монети у фонтані»                | 20th Century        | Сол С. Сігел    |

- 1955 — 28 церемонія, відбулася 21 березня 1956 року

| Лауреат і номінанти                  | Кінокомпанія    | Продюсер      |
| ------------------------------------ | --------------- | ------------- |
| «Марті»                              | United Artists  | Гарольд Хетч  |
| «Кохання — найчудовіша річ на світі» | 20th Century    | Бадді Адлер   |
| «Містер Робертс» (Mister Roberts)    | Warner Brothers | Леленд Хейярд |
| «Пікнік» (Picnic)                    | Columbia        | Фред Колмар   |
| «Татуйована троянда»                 | Paramount       | Гал Б. Волліс |

- 1956 — 29 церемонія, відбулася 27 березня 1957 року

| Лауреат і номінанти           | Кінокомпанія    | Продюсер                        |
| ----------------------------- | --------------- | ------------------------------- |
| «Навколо світу за 80 днів»    | United Artists  | Майкл Тодд                      |
| «Дружнє переконання»          | Allied Artists  | Вільям Вайлер                   |
| «Гігант»                      | Warner Brothers | Джордж Стівенс, Генрі Гінгсберг |
| «Король і я» (The King and I) | 20th Century    | Чарльз Брекетт                  |
| «Десять заповідей»            | Paramount       | Сесіль Б. ДеМілль               |

- 1957 — 30 церемонія, відбулася 26 березня 1958 року

| Лауреат і номінанти           | Кінокомпанія    | Продюсер                     |
| ----------------------------- | --------------- | ---------------------------- |
| «Міст через річку Квай»       | Columbia        | Сем Шпігель                  |
| «Пейтон Плейс» (Peyton Place) | 20th Century    | Джері Уолд                   |
| «Сайонара» (Sayonara)         | Warner Brothers | Вільям Гоец                  |
| «12 розгніваних чоловіків»    | United Artists  | Генрі Фонда, Реджинальд Роуз |
| «Свідок обвинувачення»        | United Artists  | Артур Горнблоу-молодший      |

- 1958 — 31 церемонія, відбулася 6 квітня 1959 року

| Лауреат і номінанти                       | Кінокомпанія           | Продюсер           |
| ----------------------------------------- | ---------------------- | ------------------ |
| «Жіжі»                                    | Metro-Goldwyn-Mayer    | Артур Фрід         |
| «Тітонька Мейм» (Auntie Mame)             | Warner Brothers        | Джек Ворнер        |
| «Кішка на розпеченому даху»               | Metro-Goldwyn-Mayer    | Лоуренс Вайнгартен |
| «Не схилили голови» (The Defiant Ones)    | United Artists, Kramer | Стенлі Крамер      |
| «За окремими столиками» (Separate Tables) | United Artists         | Гарольд Хетч       |

- 1959 — 32 церемонія, відбулася 4 квітня 1960 року

| Лауреат і номінанти                 | Кінокомпанія                    | Продюсер            |
| ----------------------------------- | ------------------------------- | ------------------- |
| «Бен-Гур»                           | Metro-Goldwyn-Mayer             | Сем Зімбаліст       |
| «Анатомія вбивства»                 | Columbia                        | Отто Премінгер      |
| «Щоденник Анни Франк»               | 20th Century                    | Джордж Стівенс      |
| «Історія черниці» (The Nun's Story) | Warner Brothers                 | Генрі Бланк         |
| «Кімната нагорі»                    | Continental, British Lion Films | Джон та Джеймс Вулф |

## 1960-ті
- 1960 — 33 церемонія, відбулася 17 квітня 1961 року

| Лауреат і номінанти                  | Кінокомпанія    | Продюсер       |
| ------------------------------------ | --------------- | -------------- |
| «Квартира»                           | United Artists  | Біллі Вайлдер  |
| «Форт Аламо»                         | United Artists  | Джон Вейн      |
| «Елмер Гантрі»                       | United Artists  | Бернард Сміт   |
| «Сини та коханці» (Sons and Lovers)  | 20th Century    | Джері Волд     |
| «Люди заходу сонця» (The Sundowners) | Warner Brothers | Фред Циннеманн |

- 1961 — 34 церемонія, відбулася 9 квітня 1962 року

| Лауреат і номінанти       | Кінокомпанія    | Продюсер      |
| ------------------------- | --------------- | ------------- |
| «Вестсайдська історія»    | United Artists  | Роберт Вайз   |
| «Фенні» (Fanny)           | Warner Brothers | Джошуа Логан  |
| «Гармати острова Наварон» | Columbia        | Карл Форман   |
| «Більярдист»              | 20th Century    | Роберт Россен |
| «Нюрнберзький процес»     | United Artists  | Стенлі Крамер |

- 1962 — 35 церемонія, відбулася 8 квітня 1963 року

| Лауреат і номінанти        | Кінокомпанія        | Продюсер        |
| -------------------------- | ------------------- | --------------- |
| «Лоуренс Аравійський»      | Columbia            | Сем Шпігель     |
| «Найдовший день»           | 20th Century        | Дерріл Занук    |
| «Музикант» (The Music Man) | Metro-Goldwyn-Mayer | Сем Зімбаліст   |
| «Заколот на Баунті»        | Metro-Goldwyn-Mayer | Аарон Розенберг |
| «Вбити пересмішника»       | Universal           | Алан Пакула     |

- 1963 — 36 церемонія, відбулася 13 квітня 1964 року

| Лауреат і номінанти                   | Кінокомпанія        | Продюсер       |
| ------------------------------------- | ------------------- | -------------- |
| «Том Джонс»                           | United Artists      | Тоні Річардсон |
| «Америка, Америка» (America America)  | Warner Brothers     | Еліа Казан     |
| «Клеопатра»                           | 20th Century        | Волтер Вангер  |
| «Як підкорили Захід»                  | Metro-Goldwyn-Mayer | Бернард Сміт   |
| «Польові лілеї» (Lilies of the Field) | United Artists      | Ральф Нельсон  |

- 1964 — 37 церемонія, відбулася 5 квітня 1965 року

| Лауреат і номінанти                                                 | Кінокомпанія         | Продюсер               |
| ------------------------------------------------------------------- | -------------------- | ---------------------- |
| «Моя чарівна леді»                                                  | Warner Brothers      | Джек Ворнер            |
| «Бекет»                                                             | Paramount            | Гал Б. Волліс          |
| «Доктор Стренджлав, або: Як я перестав хвилюватись і полюбив бомбу» | Columbia             | Стенлі Кубрик          |
| «Мері Поппінс»                                                      | Walt Disney Pictures | Волт Дісней, Білл Волш |
| «Грек Зорба»                                                        | 20th Century         | Міхаліс Какоянніс      |

- 1965 — 38 церемонія, відбулася 18 квітня 1966 року

| Лауреат і номінанти                  | Кінокомпанія        | Продюсер      |
| ------------------------------------ | ------------------- | ------------- |
| «Звуки музики»                       | 20th Century        | Роберт Вайз   |
| «Дорога́»                             | Embassy             | Джозеф Дженні |
| «Доктор Живаго»                      | Metro-Goldwyn-Mayer | Карло Понті   |
| «Корабель дурнів»                    | Columbia            | Стенлі Крамер |
| «Тисяча клоунів» (A Thousand Clowns) | United Artists      | Фред Коу      |

- 1966 — 39 церемонія, відбулася 10 квітня 1967 року

| Лауреат і номінанти                                                               | Кінокомпанія    | Продюсер       |
| --------------------------------------------------------------------------------- | --------------- | -------------- |
| «Людина на всі часи»                                                              | Columbia        | Фред Циннеманн |
| «Елфі» (Alfie)                                                                    | Paramount       | Гілберт Льюїс  |
| «Росіяни йдуть, росіяни йдуть» (The Russians Are Coming, the Russians Are Coming) | United Artists  | Норман Джуїсон |
| «Піщана галька»                                                                   | 20th Century    | Роберт Вайз    |
| «Хто боїться Вірджинії Вульф?»                                                    | Warner Brothers | Ернест Леман   |

- 1967 — 40 церемонія, відбулася 10 квітня 1968 року

| Лауреат і номінанти                | Кінокомпанія                            | Продюсер       |
| ---------------------------------- | --------------------------------------- | -------------- |
| «Спекотної ночі»                   | United Artists                          | Волтер Майріш  |
| «Бонні і Клайд»                    | Warner Brothers, Seven Arts Productions | Воррен Бітті   |
| «Доктор Дуліттл» (Doctor Dolittle) | 20th Century                            | Артур Джейкобс |
| «Випускник»                        | Embassy                                 | Лоуренс Турман |
| «Вгадай, хто прийде на обід»       | Columbia                                | Стенлі Крамер  |

- 1968 — 41 церемонія, відбулася 14 квітня 1969 року

| Лауреат і номінанти               | Кінокомпанія    | Продюсер                          |
| --------------------------------- | --------------- | --------------------------------- |
| «Олівер!»                         | Columbia        | Джон Вулф                         |
| «Смішна дівчина» (Funny Girl)     | Columbia        | Рей Старк                         |
| «Лев узимку»                      | AVCO Embassy    | Мартін Полл                       |
| «Рейчел, Рейчел» (Rachel, Rachel) | Warner Brothers | Пол Ньюман                        |
| «Ромео і Джульєтта»               | Paramount       | Ентоні Хейвлок-Алан, Джон Брабурн |

- 1969 — 42 церемонія, відбулася 7 квітня 1970 року

| Лауреат і номінанти             | Кінокомпанія   | Продюсер                 |
| ------------------------------- | -------------- | ------------------------ |
| «Опівнічний ковбой»             | United Artists | Джером Геллман           |
| «Анна на тисячу днів»           | Universal      | Гал Б. Волліс            |
| «Буч Кессіді і Санденс Кід»     | 20th Century   | Джон Форман              |
| «Гелло, Доллі!» (Hello, Dolly!) | 20th Century   | Ернест Леман             |
| «Дзета»                         | Cinema V       | Жак Перрен, Ахмед Рашеді |

## 1970-ті
- 1970 — 43 церемонія, відбулася 15 квітня 1971 року

| Лауреат і номінанти                | Кінокомпанія | Продюсер                     |
| ---------------------------------- | ------------ | ---------------------------- |
| «Паттон»                           | 20th Century | Френк Маккарті               |
| «Аеропорт»                         | Universal    | Росс Хантер                  |
| «П'ять легких п'єс»                | Columbia     | Боб Рафелсон, Річард Уекслер |
| «Історія кохання»                  | Paramount    | Говард Мінський              |
| «Військово-польовий госпіталь МЕШ» | 20th Century | Інго Премінгер               |

- 1971 — 44 церемонія, відбулася 10 квітня 1972 року

| Лауреат і номінанти      | Кінокомпанія    | Продюсер           |
| ------------------------ | --------------- | ------------------ |
| «Французький зв'язковий» | 20th Century    | Філіп Д'Антоні     |
| «Механічний апельсин»    | Warner Brothers | Стенлі Кубрик      |
| «Скрипаль на даху»       | United Artists  | Норман Джуїсон     |
| «Останній кіносеанс»     | Columbia        | Стефен Дж. Фрідман |
| «Микола і Олександра»    | Columbia        | Сем Шпігель        |

- 1972 — 45 церемонія, відбулася 27 березня 1973 року

| Лауреат і номінанти | Кінокомпанія    | Продюсер         |
| ------------------- | --------------- | ---------------- |
| «Хрещений батько»   | Paramount       | Альберт С. Рудді |
| «Кабаре»            | Allied Artists  | Сай Фойер        |
| «Звільнення»        | Warner Brothers | Джон Бурмен      |
| «Емігранти»         | Warner Brothers | Бенгт Форслунд   |
| «Саундер» (Sounder) | 20th Century    | Роберт Радніц    |

- 1973 — 46 церемонія, відбулася 2 квітня 1974 року

| Лауреат і номінанти          | Кінокомпанія         | Продюсер                                 |
| ---------------------------- | -------------------- | ---------------------------------------- |
| «Афера»                      | Universal            | Тоні Білл, Джулія Філліпс, Майкл Філліпс |
| «Американські графіті»       | Lucasfilm, Universal | Френсіс Форд Коппола, Гарі Кертц         |
| «Шепіт і крик»               | New World Pictures   | Інгмар Бергман                           |
| «Той, що виганяє диявола»    | Warner Brothers      | Вільям Пітер Блетті                      |
| «З шиком» (A Touch of Class) | AVCO Embassy         | Мелвін Френк                             |

- 1974 — 47 церемонія, відбулася 8 квітня 1975 року

| Лауреат і номінанти  | Кінокомпанія                  | Продюсер                                         |
| -------------------- | ----------------------------- | ------------------------------------------------ |
| «Хрещений батько 2»  | Paramount                     | Френсіс Форд Коппола, Фред Рус, Грей Фредеріксон |
| «Китайський квартал» | Paramount                     | Роберт Еванс                                     |
| «Розмова»            | Paramount                     | Френсіс Форд Коппола, Фред Рус                   |
| «Ленні»              | United Artists                | Марвін Уорт                                      |
| «Пекло в піднебессі» | 20th Century, Warner Brothers | Ірвін Ален                                       |

- 1975 — 48 церемонія, відбулася 29 березня 1976 року

| Лауреат і номінанти             | Кінокомпанія    | Продюсер                      |
| ------------------------------- | --------------- | ----------------------------- |
| «Пролітаючи над гніздом зозулі» | United Artists  | Саул Зейнц, Майкл Дуглас      |
| «Баррі Ліндон»                  | Warner Brothers | Стенлі Кубрик                 |
| «Собачий полудень»              | Warner Brothers | Мартін Брегман, Мартін Елхард |
| «Щелепи»                        | Universal       | Річард Занук, Девід Браун     |
| «Нашвілл» (Nashville)           | Paramount       | Альтман Роберт                |

- 1976 — 49 церемонія, відбулася 28 березня 1977 року

| Лауреат і номінанти      | Кінокомпанія                        | Продюсер                            |
| ------------------------ | ----------------------------------- | ----------------------------------- |
| «Роккі»                  | United Artists                      | Ірвін Вінклер, Роберт Чартофф       |
| «Вся президентська рать» | Warner Brothers                     | Вальтер Кобленц                     |
| «На шляху до слави»      | United Artists                      | Роберт Ф. Блюмоф, Гарольд Леванталь |
| «Телемережа»             | Metro-Goldwyn-Mayer, United Artists | Говард Готфрід                      |
| «Таксист»                | Columbia                            | Джулія Філліпс, Майкл Філліпс       |

- 1977 — 50 церемонія, відбулася 3 квітня 1978 року

| Лауреат і номінанти                     | Кінокомпанія                         | Продюсер                    |
| --------------------------------------- | ------------------------------------ | --------------------------- |
| «Енні Голл»                             | United Artists                       | Чарльз Джофф                |
| «До побачення, люба» (The Goodbye Girl) | Metro-Goldwyn-Mayer, Warner Brothers | Рей Старк                   |
| «Джулія»                                | 20th Century                         | Ріард Рот                   |
| «Зоряні війни»                          | Lucasfilm, 20th Century              | Гарі Кертц                  |
| «Поворотний пункт» (The Turning Point)  | 20th Century                         | Герберт Росс, Артур Лорентс |

- 1978 — 51 церемонія, відбулася 9 квітня 1979 року

| Лауреат і номінанти                        | Кінокомпанія   | Продюсер                                               |
| ------------------------------------------ | -------------- | ------------------------------------------------------ |
| «Мисливець на оленів»                      | Universal      | Баррі Спікінгс, Майкл Ділі, Майкл Чіміно, Джон Певерол |
| «Повернення додому»                        | United Artists | Джером Геллман                                         |
| «Небеса можуть почекати» (Heaven Can Wait) | Paramount      | Воррен Бітті                                           |
| «Опівнічний експрес»                       | Columbia       | Алан Маршал, Девід Патнем                              |
| «Незаміжня жінка» (An Unmarried Woman)     | 20th Century   | Пол Мазурскі, Тоні Рей                                 |

- 1979 — 52 церемонія, відбулася 14 квітня 1980 року

| Лауреат і номінанти         | Кінокомпанія   | Продюсер                                                        |
| --------------------------- | -------------- | --------------------------------------------------------------- |
| «Крамер проти Крамера»      | Columbia       | Стенлі Р. Джаффе                                                |
| «Весь цей джаз»             | 20th Century   | Роберт Алан Артур                                               |
| «Апокаліпсис сьогодні»      | United Artists | Френсіс Форд Коппола, Фред Рус, Грей Фредеріксон, Том Стернберг |
| «Вирватися» (Breaking Away) | 20th Century   | Пітер Єйтс                                                      |
| «Норма Рей» (Norma Rae)     | 20th Century   | Тамара Ассєєв, Алекс Роуз                                       |

## 1980-ті
- 1980 — 53 церемонія, відбулася 31 березня 1981 року

| Лауреат і номінанти                     | Кінокомпанія                                  | Продюсер                      |
| --------------------------------------- | --------------------------------------------- | ----------------------------- |
| «Звичайні люди»                         | Paramount                                     | Рональд Л. Шварі              |
| «Скажений бик»                          | United Artists                                | Роберт Чартофф, Ірвін Вінклер |
| «Дочка шахтаря» (Coal Miner's Daughter) | Universal                                     | Бернард Шварц                 |
| «Тесс»                                  | Renn Productions, Timothy Burrill Productions | Клод Беррі, Тімоті Баррілл    |
| «Людина-слон»                           | Людина-слон                                   | Джонатан Сангер               |

- 1981 — 54 церемонія, відбулася 29 березня 1982 року

| Лауреат і номінанти                           | Кінокомпанія               | Продюсер      |
| --------------------------------------------- | -------------------------- | ------------- |
| «Вогняні колісниці»                           | Enigma Film Productions    | Девід Патнем  |
| «Атлантик-Сіті»                               | Cine-Neighbor, Selta Films | Дені Еру      |
| «Індіана Джонс: У пошуках втраченого ковчега» | Lucasfilm, Paramount       | Френк Маршалл |
| «Червоні»                                     | Paramount                  | Воррен Бітті  |
| «На золотому озері»                           | ITC, Universal             | Брюс Гілберт  |

- 1982 — 55 церемонія, відбулася 11 квітня 1983 року

| Лауреат і номінанти | Кінокомпанія     | Продюсер                        |
| ------------------- | ---------------- | ------------------------------- |
| «Ганді»             | Columbia         | Річард Аттенборо                |
| «Вердикт»           | 20th Century Fox | Річард Занук, Девід Браун       |
| «Іншопланетянин»    | Universal        | Стівен Спілберг, Кетлін Кеннеді |
| «Зниклий безвісти»  | Universal        | Едвард Л'юіс, Мілдред Л'юіс     |
| «Тутсі»             | Columbia         | Сідні Поллак, Дік Річардз       |

- 1983 — 56 церемонія, відбулася 9 квітня 1984 року

| Лауреат і номінанти   | Кінокомпанія                   | Продюсер                      |
| --------------------- | ------------------------------ | ----------------------------- |
| «Мова ніжності»       | Paramount                      | Джеймс Брукс                  |
| «Велике розчарування» | Columbia                       | Майкл Шамберг                 |
| «Костюмер»            | Goldcrest, World Film Services | Пітер Єйтс                    |
| «Ніжне милосердя»     | EMI Films, Universal           | Філіп С. Гобел                |
| «Правильний екіпаж»   | Warner Bros., The Ladd Company | Ірвін Вінклер, Роберт Чартофф |

- 1984 — 57 церемонія, відбулася 25 березня 1985 року

| Лауреат і номінанти                   | Кінокомпанія            | Продюсер                                        |
| ------------------------------------- | ----------------------- | ----------------------------------------------- |
| «Амадей»                              | Orion Pictures          | Сол Зенц                                        |
| «Пригоди солдата» (A Soldier's Story) | Columbia                | Норман Джуїсон, Рональд Л. Шворі, Патрік Палмер |
| «Місця в серці» (Places in the Heart) | TriStar Pictures        | Арлен Донован                                   |
| «Поїздка до Індії»                    | G.W. Films, Thorn EMI   | Джон Браборн, Річард Гудвін                     |
| «Поля смерті»                         | Enigma Film Productions | Девід Патнем                                    |

- 1985 — 58 церемонія, відбулася 24 березня 1986 року

| Лауреат і номінанти      | Кінокомпанія                                 | Продюсер                                                     |
| ------------------------ | -------------------------------------------- | ------------------------------------------------------------ |
| «З Африки»               | Universal, Mirage Enterprises                | Сідні Поллак                                                 |
| «Поцілунок жінки-павука» | Island Alive, FilmDallas Pictures, HB Filmes | Девід Вейсман                                                |
| «Свідок» (Witness)       | Paramount                                    | Едвард Філдман                                               |
| «Барва пурпурова»        | Warner Bros.                                 | Стівен Спілберг, Кетлін Кеннеді, Френк Маршалл, Квінсі Джонс |
| «Честь сім'ї Пріцці»     | 20th Century Fox, ABC Motion Pictures        | Джон Фореман                                                 |

- 1986 — 59 церемонія, відбулася 30 березня 1987 року

| Лауреат і номінанти                            | Кінокомпанія                                        | Продюсер                     |
| ---------------------------------------------- | --------------------------------------------------- | ---------------------------- |
| «Взвод»                                        | Hemdale                                             | Арнольд Копельсон            |
| «Діти меншого Бога» (Children of a Lesser God) | Paramount                                           | Берт Шугармен, Патрік Палмер |
| «Кімната з видом»                              | Merchant Ivory                                      | Ізмаїл Меркант               |
| «Місія»                                        | Enigma Film Productions, Goldcrest Films, Kingsmere | Девід Патнем, Фернандо Джіа  |
| «Ганна та її сестри»                           | Orion                                               | Роберт Грінхат               |

- 1987 — 60 церемонія, відбулася 11 квітня 1988 року

| Лауреат і номінанти              | Кінокомпанія                                                      | Продюсер                        |
| -------------------------------- | ----------------------------------------------------------------- | ------------------------------- |
| «Останній імператор»             | Recorded Picture Company, Yanco Films, TAO Films, AAA, Soprofilms | Джеремі Томас                   |
| «Влада місяця»                   | Metro-Goldwyn-Mayer                                               | Патрік Палмер, Норман Джуїсон   |
| «Надія і слава» (Hope and Glory) | Goldcrest Films, Nelson Entertainment                             | Джон Бурмен                     |
| «Фатальний потяг»                | Paramount                                                         | Стенлі Р. Джаффе, Шеррі Ленсінг |
| «Теленовини»                     | 20th Century Fox                                                  | Джеймс Брукс                    |

- 1988 — 61 церемонія, відбулася 29 березня 1989 року

| Лауреат і номінанти  | Кінокомпанія                              | Продюсер                                  |
| -------------------- | ----------------------------------------- | ----------------------------------------- |
| «Людина дощу»        | United Artists                            | Марк Джонсон                              |
| «Ділова дівчина»     | 20th Century Fox                          | Дуглас Вік                                |
| «Міссісіпі у вогні»  | Orion                                     | Фредерік Золло, Роберт Коллзбері          |
| «Небезпечні зв'язки» | Warner Bros., Lorimar, N.F.H. Productions | Норма Гейман, Генк Мунджан                |
| «Турист мимоволі»    | Warner Bros.                              | Лоуренс Кездан, Чарльз Окун, Майкл Грілло |

- 1989 — 62 церемонія, відбулася 26 березня 1990 року

| Лауреат і номінанти           | Кінокомпанія                                     | Продюсер                                  |
| ----------------------------- | ------------------------------------------------ | ----------------------------------------- |
| «Шофер міс Дейзі»             | Warner Bros.                                     | Річард Занук, Лілі Фіні Занук             |
| «Моя ліва нога»               | Ferndale Films, Granada Television International | Ноел Пірсон                               |
| «Товариство мертвих поетів»   | Touchstone Pictures                              | Стівен Гафт, Пол Джангер Вітт, Тоні Томас |
| «Поле його мрії»              | Universal                                        | Лоуренс Гордон, Чарльз Гордон             |
| «Народжений четвертого липня» | Universal                                        | А. Кітман Го, Олівер Стоун                |

## 1990-ті
- 1990 — 63 церемонія, відбулася 25 березня 1991 року

| Лауреат і номінанти        | Кінокомпанія                 | Продюсер                        |
| -------------------------- | ---------------------------- | ------------------------------- |
| «Той, що танцює з вовками» | TIG Productions              | Джим Вілсон, Кевін Костнер      |
| «Хрещений батько 3»        | Paramount, American Zoetrope | Френсіс Форд Коппола            |
| «Привид»                   | Paramount                    | Ліза Вайнстайн                  |
| «Пробудження»              | Columbia                     | Волтер Ф. Паркс, Лоуренс Ласкер |
| «Славні хлопці»            | Warner Bros.                 | Ірвін Вінклер                   |

- 1991 — 64 церемонія, відбулася 30 березня 1992 року

| Лауреат і номінанти                   | Кінокомпанія                            | Продюсер                                   |
| ------------------------------------- | --------------------------------------- | ------------------------------------------ |
| «Мовчання ягнят»                      | Orion Pictures                          | Кеннет Утт, Едвард Саксон, Рональд Бозман  |
| «Багсі»                               | TriStar Pictures, Mulholland, Baltimore | Марк Джонсон, Баррі Левінсон, Воррен Бітті |
| «Джон Ф. Кеннеді. Постріли в Далласі» | Warner Bros.                            | А. Кітман Го, Олівер Стоун                 |
| «Красуня і чудовисько»                | Disney                                  | Дон Хан                                    |
| «Володар припливів»                   | Columbia                                | Ендрю С. Карш, Барбра Стрейзанд            |

- 1992 — 65 церемонія, відбулася 29 березня 1993 року

| Лауреат і номінанти        | Кінокомпанія                        | Продюсер                               |
| -------------------------- | ----------------------------------- | -------------------------------------- |
| «Непрощений»               | Warner Bros., Malpaso               | Клінт Іствуд                           |
| «Жорстока гра»             | Palace Pictures                     | Стівен Вуллі                           |
| «Запах жінки»              | Universal                           | Мартін Брест                           |
| «Декілька хороших хлопців» | Columbia, Castle Rock Entertainment | Девід Браун, Роб Рейнер, Ендрю Шейнман |
| «Маєток Говардс Енд»       | Merchant Ivory Productions          | Ізмаїл Мерчент                         |

- 1993 — 66 церемонія, відбулася 21 березня 1994 року

| Лауреат і номінанти | Кінокомпанія                    | Продюсер                                      |
| ------------------- | ------------------------------- | --------------------------------------------- |
| «Список Шиндлера»   | Universal, Amblin Entertainment | Стівен Спілберг, Джералд Молен, Бранко Лустіг |
| «Втікач»            | Warner Bros.                    | Арнольд Копельсон                             |
| «Заради батька»     | Universal, Hell's Kitchen       | Джим Шерідан                                  |
| «Решта дня»         | Columbia, Merchant Ivory        | Ізмаїл Меркант, Майк Ніколс, Джон Келлі       |
| «Фортепіано»        | Jan Chapman Productions         | Ян Чапмен                                     |

- 1994 — 67 церемонія, відбулася 27 березня 1995 року

| Лауреат і номінанти        | Кінокомпанія                                       | Продюсер                                                  |
| -------------------------- | -------------------------------------------------- | --------------------------------------------------------- |
| «Форрест Гамп»             | Paramount                                          | Венді Фінерман, Стів Тіш, Стів Старкі                     |
| «Кримінальне чтиво»        | Miramax                                            | Лоуренс Бендер                                            |
| «Втеча з Шоушенка»         | Columbia, Castle Rock Entertainment                | Нікі Марвін                                               |
| «Телевікторина»            | Hollywood Pictures                                 | Майкл Якобз, Джуліан Крайнін, Майкл Нозік, Роберт Редфорд |
| «Чотири весілля і похорон» | PolyGram Filmed Entertainment, Working Title Films | Дункан Кенворті                                           |

- 1995 — 68 церемонія, відбулася 25 березня 1996 року

| Лауреат і номінанти       | Кінокомпанія                                                                                | Продюсер                                               |
| ------------------------- | ------------------------------------------------------------------------------------------- | ------------------------------------------------------ |
| «Хоробре серце»           | Paramount, Icon Productions, 20th Century Fox                                               | Мел Гібсон, Алан Лед-молодший, Брюс Дейві              |
| «Аполлон-13»              | Universal, Imagine Entertainment                                                            | Браян Грейзер                                          |
| «Листоноша»               | Cecchi Gori Group Tiger Cinematografica, Esterno Mediterraneo Film, Blue Dahlia, Penta Film | Маріо Чеккі Горі, Вітторіо Чеккі Горі, Ґаетано Даніеле |
| «Розум і почуття»         | Columbia, Mirage                                                                            | Ліндсі Доран                                           |
| «Бейб: Чотириногий малюк» | Universal, Kennedy Miller Productions                                                       | Білл Міллер, Джордж Міллер, Дуг Мітчелл                |

- 1996 — 69 церемонія, відбулася 24 березня 1997 року

| Лауреат і номінанти   | Кінокомпанія                    | Продюсер                                                |
| --------------------- | ------------------------------- | ------------------------------------------------------- |
| «Англійський пацієнт» | Miramax, Tiger Moth Productions | Сол Зенц                                                |
| «Блиск»               | Momentum Films                  | Джейн Скотт                                             |
| «Джеррі Маґваєр»      | Gracie Films, TriStar           | Джеймс Брукс, Лоуренс Марк, Річард Сакаї, Кемерон Кроув |
| «Таємниці і брехня»   | Thin Man Films                  | Сімон Ченнінг-Вільямз                                   |
| «Фарґо»               | PolyGram                        | Ітан Коен                                               |

- 1997 — 70 церемонія, відбулася 23 березня 1998 року

| Лауреат і номінанти      | Кінокомпанія                                          | Продюсер                                    |
| ------------------------ | ----------------------------------------------------- | ------------------------------------------- |
| «Титанік»                | Paramount, 20th Century Fox, Lightstorm Entertainment | Джеймс Камерон, Джон Ландау                 |
| «Краще не буває»         | TriStar                                               | Джеймс Брукс, Бріджит Джонсон, Марія Кавено |
| «Чоловічий стриптиз»     | Redwave Films                                         | Умберто Пасоліні                            |
| «Розумник Вілл Хантінг»  | Miramax                                               | Лоуренс Бендер                              |
| «Таємниці Лос-Анджелеса» | Warner Bros.                                          | Кертіс Генсон, Арнон Мілчен, Майкл Натенсон |

- 1998 — 71 церемонія, відбулася 21 березня 1999 року

| Лауреат і номінанти        | Кінокомпанія                              | Продюсер                                                                   |
| -------------------------- | ----------------------------------------- | -------------------------------------------------------------------------- |
| «Закоханий Шекспір»        | Miramax, Universal, Bedford Falls Company | Девід Парфітт, Донна Джильйотті, Гарві Вайнштайн, Едвард Цвік, Марк Норман |
| «Єлизавета»                | PolyGram Filmed Entertainment, Gramercy   | Шекхар Капур, Елісон Оуен, Ерік Філлнер, Тім Бівен                         |
| «Життя прекрасне»          | Melampo Cinematografica, Pacific Pictures | Ельда Феррі, Джіанлуджі Браччі                                             |
| «Врятувати рядового Раяна» | DreamWorks, Paramount                     | Стівен Спілберг, Ян Брюс, Марк Гордон, Гарі Левінсон                       |
| «Тонка червона лінія»      | 20th Century Fox                          | Роберт Майкл Гейслер, Грант Хілл, Шила Девіс Лоуренс                       |

- 1999 — 72 церемонія, відбулася 26 березня 2000 року

| Лауреат і номінанти     | Кінокомпанія                            | Продюсер                                    |
| ----------------------- | --------------------------------------- | ------------------------------------------- |
| «Краса по-американськи» | DreamWorks                              | Брюс Коен, Ден Джинкс                       |
| «Зелена миля»           | Castle Rock Entertainment, Warner Bros. | Френк Дарабонт, Девід Велдс                 |
| «Правила виноробів»     | Miramax, FilmColony                     | Річард Гладштейн                            |
| «Своя людина»           | Touchstone, Forward Pass Productions    | Пітер Ян Брюгге, Майкл Манн                 |
| «Шосте відчуття»        | Hollywood, Spyglass Entertainment       | Кетлін Кеннеді, Френк Маршалл, Беррі Мендел |

## 2000-ні
- 2000 — 73 церемонія, відбулася 25 березня 2001 року

| Лауреат і номінанти                           | Кінокомпанія                      | Продюсер                                     |
| --------------------------------------------- | --------------------------------- | -------------------------------------------- |
| «Гладіатор»                                   | DreamWorks, Universal             | Дуглас Вік, Девід Франзоні, Бранко Люстіґ    |
| «Тигр, що підкрадається, дракон, що зачаївся» | Sony Pictures Classics            | Вільям Конг, Хсу Лі Конг, Енг Лі             |
| «Трафік»                                      | USA Films, Bedford Falls Company  | Едвард Цвік, Маршалл Херсковіц, Лора Бікфорд |
| «Шоколад»                                     | Miramax                           | Девід Браун, Кіт Голден, Леслі Голлеран      |
| «Ерін Брокович»                               | Universal, Columbia, Jersey Films | Денні ДеВіто, Майкл Шамберг, Стейсі Шер      |

- 2001 — 74 церемонія, відбулася 24 березня 2002 року

| Лауреат і номінанти                 | Кінокомпанія                       | Продюсер                                |
| ----------------------------------- | ---------------------------------- | --------------------------------------- |
| «Ігри розуму»                       | DreamWorks, Universal              | Браян Грейзер, Рон Говард               |
| «У спальні»                         | Miramax                            | Грехем Лідер, Росс Катц, Тодд Філд      |
| «Володар перснів: Хранителі Персня» | New Line Cinema, Wingnut Films     | Пітер Джексон, Френ Велш, Барі Осборн   |
| «Ґосфорд-парк» (Gosford Park)       | Sandcastle 5 Productions, Zestwick | Роберт Альтман, Боб Балабан, Девід Леві |
| «Мулен Руж!»                        | 20th Century Fox, Bazmark          | Баз Лурманн, Фред Барон, Мартін Браун   |

- 2002 — 75 церемонія, відбулася 23 березня 2003 року

| Лауреат і номінанти         | Кінокомпанія                                                | Продюсер                                     |
| --------------------------- | ----------------------------------------------------------- | -------------------------------------------- |
| «Чикаго»                    | Miramax                                                     | Мартін Річардс                               |
| «Банди Нью-Йорка»           | Miramax                                                     | Альберто Гримальді, Гарві Вайнштейн          |
| «Володар перснів: Дві вежі» | New Line Cinema, Wingnut Films                              | Пітер Джексон, Френ Велш, Барі Осборн        |
| «Піаніст»                   | RP Productions, Heritage Films, Babelsberg Studios, Runteam | Роман Полянський, Роберт Бенмусса, Ален Сард |
| «Години»                    | Paramount, Miramax                                          | Роберт Фокс, Скотт Рудін                     |

- 2003 — 76 церемонія, відбулася 29 лютого 2004 року

| Лауреат і номінанти                  | Кінокомпанія                         | Продюсер                                              |
| ------------------------------------ | ------------------------------------ | ----------------------------------------------------- |
| «Володар Перснів: Повернення короля» | New Line Cinema, Wingnut Films       | Пітер Джексон, Френ Велш, Барі Осборн                 |
| «Таємнича річка»                     | Warner Bros., Malpaso                | Роберт Лоренц, Джуді Гойт, Клінт Іствуд               |
| «Труднощі перекладу»                 | Focus Features                       | Росс Катц, Софія Коппола                              |
| «Фаворит»                            | DreamWorks, Universal                | Кетлін Кеннеді, Френк Маршалл, Гері Росс              |
| «Володар морів: На краю землі»       | 20th Century Fox, Miramax, Universal | Семюел Голдвін молодший, Пітер Вейр, Дункан Гендерсон |

- 2004 — 77 церемонія, відбулася 27 лютого 2005 року

| Лауреат і номінанти           | Кінокомпанія             | Продюсер                                         |
| ----------------------------- | ------------------------ | ------------------------------------------------ |
| «Крихітка на мільйон доларів» | Warner Bros., Malpaso    | Клінт Іствуд, Том Розенберг, Альберт С. Рудді    |
| «Авіатор»                     | Warner Bros., Miramax    | Майкл Манн, Грем Кінг                            |
| «Чарівна країна»              | Miramax                  | Неллі Беллфлауер, Річард Н. Гладштейн            |
| «На узбіччі»                  | Fox Searchlight Pictures | Майкл Лондон                                     |
| «Рей»                         | Universal, Anvil Films   | Тейлор Хекфорд, Стюарт Бенджамін, Говард Балдвін |

- 2005 — 78 церемонія, відбулася 5 березня 2006 року

| Лауреат і номінанти          | Кінокомпанія                                                               | Продюсер                                      |
| ---------------------------- | -------------------------------------------------------------------------- | --------------------------------------------- |
| «Зіткнення»                  | BlackFriar's Bridge, Harris Company, ApolloProScreen                       | Пол Гаґґіс, Кеті Шульман                      |
| «Горбата гора»               | Focus Features                                                             | Діана Оссана, Джеймс Шамус                    |
| «Добраніч і хай вам щастить» | Section Eight Productions                                                  | Грант Хеслов                                  |
| «Капоте»                     | United Artists, A-Line Pictures, Cooper's Town Productions, Infinity Media | Керолайн Барон, Вільям Вінс, Майкл Оувен      |
| «Мюнхен»                     | DreamWorks, Universal                                                      | Кетлін Кеннеді, Беррі Мендел, Стівен Спілберг |

- 2006 — 79 церемонія, відбулася 25 лютого 2007 року

| Лауреат і номінанти  | Кінокомпанія                                                                      | Продюсер                                             |
| -------------------- | --------------------------------------------------------------------------------- | ---------------------------------------------------- |
| «Відступники»        | Warner Bros., Plan B Pictures, Initial Entertainment Group, Vertigo Entertainment | Грем Кінг                                            |
| «Вавилон»            | Paramount Vantage, Anonymous Content, Zeta Film                                   | Стів Голін, Алехандро Гонсалес Іньярріту, Джон Кілік |
| «Листи з Іодзіми»    | Warner Bros., Malpaso                                                             | Клінт Іствуд, Стівен Спілберг, Роберт Лоренц         |
| «Маленька міс Щастя» | Fox Searchlight                                                                   | Девід Т. Френдлі, Пітер Сараф, Марк Тертлтауб        |
| «Королева»           | Granada Productions                                                               | Енді Гарріс, Крістін Ланган, Трейсі Сіворд           |

- 2007 — 80 церемонія, відбулася 24 лютого 2008 року

| Лауреат і номінанти   | Кінокомпанія               | Продюсер                                       |
| --------------------- | -------------------------- | ---------------------------------------------- |
| «Старим тут не місце» | Miramax, Paramount Vantage | Джоел Коен, Ітан Коен, Скотт Рудін             |
| «Джуно»               | Fox Searchlight            | Ліанна Гелфон, Мейсон Новік, Рассел Сміт       |
| «Майкл Клейтон»       | Warner Bros.               | Дженніфер Фокс, Керрі Орент, Сідні Поллак      |
| «Нафта»               | Paramount Vantage, Miramax | Пол Томас Андерсон, Даніель Лупі, ДжоАнн Сілар |
| «Спокута»             | Working Title              | Тім Беван, Ерік Фелнер, Пол Уебстер            |

- 2008 — 81 церемонія, відбулася 22 лютого 2009 року

| Лауреат і номінанти                    | Кінокомпанія                                      | Продюсер                                                       |
| -------------------------------------- | ------------------------------------------------- | -------------------------------------------------------------- |
| «Мільйонер із нетрів»                  | Celador, Film4 Productions                        | Крістіан Колсон                                                |
| «Загадкова історія Бенджаміна Баттона» | Paramount, Warner Bros.                           | Кетлін Кеннеді, Френк Маршалл, Сін Чеффін                      |
| «Фрост проти Ніксона»                  | Universal, Imagine, Working Title                 | Ерік Феллнер, Браян Ґрейзер, Рон Говард                        |
| «Гарві Мілк»                           | Focus Features                                    | Брюс Коен, Ден Джинкс                                          |
| «Читець»                               | The Weinstein Co., Mirage, Neunte Babelsberg Film | Ентоні Мінгелла, Сідні Поллак, Донна Ґіґліотті, Редмонд Морріс |

- 2009 — 82 церемонія, відбулася 7 березня 2010 року

| Лауреат і номінанти  | Кінокомпанія                                                     | Продюсер                                               |
| -------------------- | ---------------------------------------------------------------- | ------------------------------------------------------ |
| «Володар бурі»       | Voltage Pictures, First Light Productions, Kingsgate Films       | Кетрін Бігелоу, Марк Боал, Ніколас Шартьє, Грег Шапіро |
| «Аватар»             | 20th Century Fox, Lightstorm Entertainment                       | Джеймс Камерон, Джон Ландау                            |
| «Невидима сторона»   | Warner Bros., Alcon Entertainment                                | Бродерік Джонсон, Ендрю Косов, Джил Неттер             |
| «Дев'ятий округ»     | Wingnut Films, TriStar Pictures                                  | Пітер Джексон, Керолінн Каннінгем                      |
| «Виховання почуттів» | Finola Dwyer Productions, Wildgaze Films                         | Філона Двайєр, Аманда Поузі                            |
| «Безславні виродки»  | The Weinstein Co., Universal, Band Apart, Zehnte Babelsberg Film | Лоуренс Бендер                                         |
| «Скарб»              | LionsGate, Lee Daniels Entertainment, Smokewood Entertainment    | Лі Деніелс, Сара Сігел-Магнесс, Гарі Магнесс           |
| «Серйозна людина»    | Focus Features, Working Title Films, Mike Zoss Productions       | Джоел Коен, Ітан Коен                                  |
| «Вперед і вгору»     | Disney, Pixar                                                    | Джонас Рівера                                          |
| «Вище неба»          | Paramount, The Montecito Picture Company                         | Деніел Дубіккі, Айван Райтман, Джейсон Райтман         |

## 2010-ті
- 2010 — 83 церемонія, відбулася 27 лютого 2011 року

| Лауреат і номінанти | Кінокомпанія                                                                             | Продюсер                                              |
| ------------------- | ---------------------------------------------------------------------------------------- | ----------------------------------------------------- |
| «Промова короля»    | The Weinstein Co., Momentum Pictures, UK Film Council, See-Saw Films, Bedlam Productions | Лейн Каннінґ, Емілі Шерман, Ґарет Анвін               |
| «Боєць»             | The Weinstein Co., Paramount, Mandeville Films                                           | Девід Гоберман, Тодд Ліберман, Марк Волберг           |
| «Початок»           | Warner Bros., Legendary Pictures, Syncopy Films                                          | Крістофер Нолан, Емма Томас                           |
| «Дітки в порядку»   | Focus Features, Gilbert Films                                                            | Джеффрі Леві-Гінт, Гері Гілберт, Селін Ретрей         |
| «Чорний лебідь»     | Fox Searchlight, Cross Creek Pictures, Phoenix Pictures                                  | Майк Мідавой, Браян Олівер, Скотт Франклін            |
| «127 годин»         | Fox Searchlight, Pathé, Everest Entertainment                                            | Крістіан Колсон, Джон Смітсон, Денні Бойл             |
| «Соціальна мережа»  | Columbia, Scott Rudin Productions, Trigger Street                                        | Скотт Рудін, Дана Брунетті, Майкл-де-Лука, Шон Чаффін |
| «Історія іграшок 3» | Disney, Pixar                                                                            | Дарла К. Андерсон                                     |
| «Справжня мужність» | Paramount, Skydance Productions, Mike Zoss Productions                                   | Джоел Коен, Етан Коен, Скотт Рудін                    |
| «Зимова кістка»     | Roadside Attractions                                                                     | Алікс Медіган, Енн Роселіні                           |

- 2011 — 84 церемонія, відбулася 26 лютого 2012 року

| Лауреат і номінанти                      | Кінокомпанія | Продюсер                                          |
| ---------------------------------------- | --- | ------------------------------------------------- |
| «Артист»                                 | The Weinstein Co., Warner Bros., Entertainment Film Distributors, La Petite Reine, ARP Sélection, Studio 37, La Class Americane, France 3 Cinema, U Film, Jouror Productions, JD Prod, Wild Bunch | Тома Лангманн                                     |
| «Нащадки»                                | Fox Searchlight | Джим Бурк, Олександр Пейн, Джим Тейлор            |
| «Надзвичайно гучно і неймовірно близько» | Warner Bros., Scott Rudin Productions | Скотт Рудін                                       |
| «Прислуга»                               | DreamWorks, Touchstone, Participant Media, Imageation Abu Dahbi | Брансон Грін, Кріс Коламбус, Майкл Барнатан       |
| «Хранитель часу»                         | Paramount, GK Films | Грехем Кінг, Мартін Скорсезе                      |
| «Опівночі в Парижі»                      | Sony Pictures Classics | Летті Аронсон, Стівен Тененбаум                   |
| «Людина, яка змінила все»                | Columbia, Scott Rudin Productions, Michael De Luca Productions | Майкл Де Лука, Річард Горовіц, Бред Пітт          |
| «Древо життя»                            | Fox Searchlight, River Road Entertainment | Сара Грін, Вільям Полад, Грант Хілл, Діді Гарднер |
| «Бойовий кінь»                           | DreamWorks, Touchstone, Amblin Entertainment | Кетлін Кеннеді, Стівен Спілберг                   |

- 2012 — 85 церемонія, відбулася 24 лютого 2013 року

| Лауреат і номінанти          | Кінокомпанія                                                      | Продюсер                                                             |
| ---------------------------- | ----------------------------------------------------------------- | -------------------------------------------------------------------- |
| «Арго»                       | Warner Bros., GK Films, Smokehouse Pictures                       | Бен Аффлек, Джордж Клуні, Ґрант Геслоу                               |
| «Любов»                      | Les Films du Losange, X Filme Creative Pool, Wega Film Production | Маргарет Менегоз, Стефан Арндт, Вейт Гейдушка, Маякл Кац             |
| «Звірі дикого Півдня»        | Fox Searchlight, Cinereach                                        | Майкл Ґоттвальд, Ден Джанві, Джош Пенн                               |
| «Джанґо вільний»             | The Weinstein Co., Columbia, Band Apart                           | Реджіналд Гадлін, Стейсі Шер, Пілар Севон                            |
| «Життя Пі»                   | 20th Century Fox                                                  | Енг Лі, Джил Неттер, Девід Уомарк                                    |
| «Лінкольн»                   | DreamWorks, Touchstone, 20th Century Fox                          | Стівен Спілберг, Кетлін Кеннеді                                      |
| «Знедолені»                  | Universal, Working Title Films, Cameron Mackintosh Limited        | Тім Беван, Ерік Феллнер, Дебра Гейворд, Камерон Макінтош             |
| «Збірка промінців надії»     | The Weinstein Co.                                                 | Брюс Коен, Донна Ґіґліоті, Джонатан Ґордон                           |
| «Тридцять хвилин по півночі» | Columbia, Annapurna Pictures                                      | Кетрін Біґелоу, Колін Вілсон, Грег Шапіро, Тед Шиппер, Меган Еллісон |

- 2013 — 86 церемонія, відбулася 2 березня 2014 року

| Лауреат і номінанти        | Кінокомпанія | Продюсер                                                                     |
| -------------------------- | --- | ---------------------------------------------------------------------------- |
| «12 років рабства»         | Fox Searchlight, Regency Enterprises, River Road Entertainment, Plan B Entertainment, New Regency, Film4 Productions     | Бред Пітт, Деде Ґарднер, Джеремі Клейнер, Стів Макквін, Ентоні Катаґас       |
| «Американська афера»       | Columbia, Atlas Entertainment, Annapurna Pictures                                                                        | Чарльз Ровен, Річард Сакл, Меґан Еллісон, Джонатан Ґордон                    |
| «Капітан Філліпс»          | Columbia, Michael De Luca Productions, Scott Rudin Productions, Trigger Street                                           | Скотт Рудін, Дана Брунетті, Майкл Де Лука                                    |
| «Далласький клуб покупців» | Focus Features, Truth Entertainment, Voltage Pictures                                                                    | Роббі Бреннер, Рейчел Вінтер                                                 |
| «Гравітація»               | Warner Bros. Pictures, Esperanto Filmoj, Heyday Films                                                                    | Альфонсо Куарон, Девід Хейман                                                |
| «Вона»                     | Warner Bros. Pictures, Entertainment Film Distributors, Annapurna Pictures                                               | Меган Еллісон, Спайк Джонз, Вінсент Ландей                                   |
| «Небраска»                 | Paramount Vantage, FilmNation Entertainment                                                                              | Альберт Бергер, Рон Єркса                                                    |
| «Філомена»                 | The Weinstein Company, Pathé, BBC Films, British Film Institute, Canal+, Cine+, Baby Cow Productions, Magnolia Mae Films | Габріелла Тана, Стів Куган, Трейсі Сіворд                                    |
| «Вовк із Волл-стріт»       | Red Granite Pictures, Sikelia Productions, Appian Way, EMJAG Productions, Paramount, Universal Pictures                  | Мартін Скорсезе, Леонардо ДіКапріо, Джої Макфарланд, Емма Тіллінджер Коскофф |

- 2014 — 87 церемонія, відбулася 22 лютого 2015 року

| Лауреат і номінанти       | Кінокомпанія | Продюсер                                                                      |
| ------------------------- | --- | ----------------------------------------------------------------------------- |
| «Бердмен»                 | Fox Searchlight Pictures, New Regency Pictures, Worldview Entertainment, Le Grisbi Productions, M Prods, TSG Entertainment | Алехандро Гонсалес Іньярріту, Джон Лешер, Арнон Мілчен, Джеймс В. Скотчдополе |
| «Американський снайпер»   | Warner Brothers, Village Roadshow Pictures, Mad Chance Productions, 22 & Indiana Pictures, Malpaso Productions             | Клінт Іствуд, Бредлі Купер, Андрій Лазар, Роберт Лоренц, Пітер Морґан         |
| «Юність»                  | IFC Films | Річард Лінклейтер, Джонатан Серінг, Джон Слосс, Кетлін Сазерленд              |
| «Готель «Ґранд Будапешт»» | Fox Searchlight Pictures, Scott Rudin Productions, Indian Paintbrush, Studio Babelsberg, American Empirical Pictures       | Вес Андерсон, Джеремі Довсон, Скотт Рудін, Стівен М. Рейлс                    |
| «Імітаційна гра»          | StudioCanal, The Weinstein Company, Black Bear Pictures, Bristol Automotive                                                | Нора Гроссман, Ідо Островськи, Тедді Шварцман                                 |
| «Сельма»                  | Paramount Pictures, Cloud Eight Films, Celador Films, Harpo Films, Pathé, Plan B Entertainment                             | Крістіан Колсон, Деде Ґарднер, Джеремі Клейнер, Опра Вінфрі                   |
| «Теорія всього»           | Working Title Films, Focus Features                                                                                        | Тім Беван, Ліза Брюс, Ерік Феллнер, Ентоні МакКартен                          |
| «Одержимість»             | Sony Pictures Classics, Bold Films, Blumhouse Productions, Right of Way Films                                              | Джейсон Блум, Гелен Естабрук, Девід Ланкастер, Мішель Литвак                  |

- 2015 — 88 церемонія, відбулася 28 лютого 2016 року

| Лауреат і номінанти          | Кінокомпанія | Продюсер                                                                                             |
| ---------------------------- | --- | --- |
| «У центрі Уваги»             | Anonymous Content, Participant Media, Rocklin / Faust                                                                                         | Майкл Бедерман, Блай Пегон Фауст, Стів Голін                                                         |
| «Гра на пониження»           | Plan B Entertainment, Regency Enterprises | Бред Пітт, Деде Гарднер                                                                              |
| «Міст шпигунів»              | Amblin Entertainment, DreamWorks SKG, Fox 2000 Pictures, Marc Platt Productions, Participant Media, Reliance Entertainment, Studio Babelsberg | Стівен Спілберг, Крісті Макоско Кріґер, Марк Платт                                                   |
| «Бруклін»                    | Wildgaze Films, Parallel Film Productions, Irish Film Board, Item 7                                                                           | Фінола Дваєр, Аманда Позі                                                                            |
| «Шалений Макс: Дорога гніву» | Village Roadshow Pictures, Kennedy Miller Productions, RatPac-Dune Entertainment                                                              | Джордж Міллер, Даг Мітчелл, П. Дж. Вотен                                                             |
| «Марсіянин»                  | Scott Free Productions, Kinberg Genre | Саймон Кінберг, Рідлі Скотт, Майкл Шефер, Адітья Суд, Марк Гаффем                                    |
| «Легенда Г'ю Гласса»         | New Regency Productions, Anonymous Content | Стів Голін, Кіт Редмон, Девід Кентер, Алехандро Гонсалес Іньярріту, Арнон Мілчен, Джеймс Скотчдопоул |
| «Кімната»                    | Element Pictures, No Trace Camping | Девід Гросс, Ед Гвіні                                                                                |

- 2016 — 89 церемонія, відбулася 26 лютого 2017 року

| Лауреат і номінанти   | Кінокомпанія | Продюсер |
| --------------------- | --- | --- |
| «Місячне сяйво»       | A24, Plan B Entertainment, Pastel Productions                                                                                         | Аделе Романськи, Деде Гарднер, Джеремі Клейнер                                                                     |
| «З міркувань совісті» | Cross Creek Pictures, Icon Productions, Pandemonium Films, Permut Presentations, Vendian Entertainment, Demarest Media, Kilburn Media | Террі Бенедикт, Пол Каррі, Брюс Девей, Вільям Д. Джонсон, Білл Меканік, Браян Олівер, Девід Пермут, Тайлер Томпсон |
| «Будь-якою ціною»     | Sidney Kimmel Entertainmentc, OddLot Entertainment, Film 44, LBI Entertainment                                                        | Пітер Берг, Карла Гекен, Сідні Кіммел, Джулі Йорн                                                                  |
| «Лев»                 | See-Saw Films, Aquarius Films, Screen Australia, Sunstar, Entertainment, The Weinstein Company, Narrative Capital                     | Ейн Каннінг, Енджі Філдер, Еміль Шерман                                                                            |
| «Манчестер біля моря» | K Period Media, B Story, CMP, Pearl Street Films                                                                                      | Лорен Бек, Метт Деймон, Кріс Мур, Кімберлі Стюард, Кевін Дж. Волш                                                  |
| «Ла-Ла Ленд»          | Gilbert Films, Impostor Pictures, Marc Platt Productions                                                                              | Фред Бергер, Гарі Гілберт, Джордан Горовіц, Марк Платт                                                             |
| «Паркани»             | Paramount Pictures, Bron Studios, Macro                                                                                               | Тодд Блек, Скотт Рудін, Дензел Вашингтон                                                                           |
| «Прибуття»            | FilmNation Entertainment, 21 Laps Entertainment, Lava Bear Films                                                                      | Шон Леві, Девід Лінд, Карен Ландер, Аарон Райдер, Ден Левайн                                                       |
| «Приховані фігури»    | Fox 2000 Pictures, Chernin Entertainment, Levantine Films, TSG Entertainment                                                          | Пітер Чернін, Донна Джильйотті, Тед Мелфі, Фаррелл Вільямс, Дженно Топпінг                                         |

- 2017 — 90 церемонія, відбулася 4 березня 2018 року[3]

| Лауреат і номінанти                       | Кінокомпанія | Продюсер                                                               |
| ----------------------------------------- | --- | ---------------------------------------------------------------------- |
| «Форма води»                              | Bull Productions, Fox Searchlight Pictures | Гільєрмо дель Торо та Дж. Майлз Дейл                                   |
| «Леді-Птаха»                              | Scott Rudin Productions, Management 360, IAC Films | Скотт Рудін, Елі Буш, Евелін О'Нілл                                    |
| «Назви мене своїм ім'ям»                  | Frenesy Film Company, La Cinéfacture, RT Features, M.Y.R.A. Entertainment, Water's End Productions                                                              | Пітер Спірс, Лука Гуаданьїно, Емілі Жорж, Марко Морабіто               |
| «Пастка»                                  | Blumhouse Productions, Monkeypaw Productions, QC Entertainment                                                                                                  | Шон Маккіттрик, Джейсон Блум, Едвард Г. Гемм мол., Джордан Піл         |
| «Примарна нитка»                          | Annapurna Pictures, Ghoulardi Film Company, Perfect World Pictures                                                                                              | Джоенн Селлар, Пол Томас Андерсон, Меган Еллісон, Деніел Лупі          |
| «Секретне досьє»                          | DreamWorks Pictures, 20th Century Fox, Amblin Entertainment, Participant Media, Pascal Pictures, Star Thrower Entertainment, TSG Entertainment, Amblin Partners | Емі Паскаль, Стівен Спілберг, Крісті Макоско Крігер                    |
| «Темні часи»                              | Perfect World Pictures, Working Title Films | Тім Беван, Ерік Феллнер, Ліза Брюс, Ентоні Маккартен, Дуглас Урбанські |
| «Три білборди за межами Еббінга, Міссурі» | Blueprint Pictures, Fox Searchlight Pictures, Film4 Productions, Cutting Edge Group                                                                             | Грем Бродбент, Піт Чернін, Мартін Макдона                              |
| «Дюнкерк»                                 | Syncopy Inc. | Емма Томас, Крістофер Нолан                                            |

- 2018 — 91 церемонія, відбулася 24 лютого 2019 року[4]

| Лауреат і номінанти       | Кінокомпанія                                                                              | Продюсер                                                                    |
| ------------------------- | ----------------------------------------------------------------------------------------- | --------------------------------------------------------------------------- |
| «Зелена книга»            | DreamWorks, Participant Media, Amblin Partners, Innisfree Pictures, Wessler Entertainment | Джим Берк, Чарльз Б. Весслер, Браян Каррі, Пітер Фарреллі та Нік Валлелонга |
| «Богемна рапсодія»        | Regency Enterprises, TriBeCa Productions, GK Films, Walt Disney Studios Motion Pictures   | Грем Кінг                                                                   |
| «Влада»                   | Annapurna Pictures, Gary Sanchez Productions, Plan B Entertainment                        | Деде Гарднер, Джеремі Клейнер, Адам Мак-Кей, Кевін Дж. Мессік               |
| «Народження зірки»        | Malpaso Productions                                                                       | Білл Гербер, Бредлі Купер, Лінетт Гауелл Тейлор                             |
| «Рома»                    | Esperanto Filmoj, Participant Media                                                       | Габріела Родрігес, Альфонсо Куарон                                          |
| «Чорна Пантера»           | Marvel Studios                                                                            | Кевін Файгі                                                                 |
| «Чорний куклукскланівець» | Blumhouse Productions, Monkeypaw Productions, QC Entertainment                            | Шон Маккіттрик, Джейсон Блум, Реймонд Менсфілд, Джордан Піл, Спайк Лі       |
| «Фаворитка»               | Element Pictures, Waypoint Entertainment, Scarlet Films, Film4                            | Сесі Демпсі, Ед Гіні, Лі Магідей, Йоргос Лантімос                           |

- 2019 — 92 церемонія, відбулася 9 лютого 2020 року[5]

| Лауреат і номінанти        | Кінокомпанія | Продюсер                                                                 |
| -------------------------- | --- | ------------------------------------------------------------------------ |
| «Паразити»                 | Barunson E&A | Квак Сін Ае, Пон Джун Хо                                                 |
| «1917»                     | DreamWorks Pictures, Reliance Entertainment, New Republic Pictures Mogambo, Neal Street Productions, Amblin Partners | Сем Мендес, Піппа Гарріс, Джейн-Ен Тенггрен, Каллум Макдугал             |
| «Аутсайдери»               | Chernin Entertainmentd, 20th Century Fox                                                                             | Джеймс Менголд, Дженно Топінг, Петро Чернін                              |
| «Джокер»                   | DC Films, Village Roadshow Pictures, Bron Creative, Joint Effort Productions                                         | Бредлі Купер, Емма Тіллінгер Коськоф, Тодд Філліпс                       |
| «Ірландець»                | TriBeCa Productions, Sikelia Productions, Winkler Films                                                              | Мартін Скорсезе, Джейн Розенталь, Роберт де Ніро, Емма Тіллінгер Коськоф |
| «Кролик Джоджо»            | Fox Searchlight Pictures, TSG Entertainment, Defender Films, Piki Films                                              | Тайка Вайтіті, Карфу Ніл                                                 |
| «Маленькі жінки»           | Columbia Pictures, Regency Enterprises, Di Novi Pictures, Pascal Pictures                                            | Емі Паскаль                                                              |
| «Одного разу в… Голлівуді» | Columbia Pictures, Heyday Films, Bona Film Group                                                                     | Квентін Тарантіно, Шеннон Макінтош, Девід Хейман                         |
| «Шлюбна історія»           | Heyday Films | Ной Баумбах, Девід Хейман                                                |

## 2020-ті
- 2020 — 93 церемонія, відбулася 26 квітня 2021 року[6]

| Лауреат і номінанти        | Кінокомпанія                                                    | Продюсер                                                          |
| -------------------------- | --------------------------------------------------------------- | ----------------------------------------------------------------- |
| «Земля кочівників»         | Highwayman Films, Hear/Say Productions, Cor Cordium Productions | Френсіс Мак-Дорманд, Пітер Спірс, Моллі Ашер, Ден Янві, Хлої Чжао |
| «Батько»                   | F comme Film, Trademark Films, Cine@, AG Studios                | Девід Парфітт, Жан-Луї Ліві, Філіп Каркассонн                     |
| «Юда і Чорний Месія»       | MACRO, Participant, Bron Creative, Proximity                    | Шака Кінг, Чарльз Д. Кінг, Раян Куглер                            |
| «Манк»                     | Netflix, Flying Studio, Panic Pictures, Blue Light              | Чен Чаффін, Ерік Рот, Дуглас Урбанскі                             |
| «Перспективна дівчина»     | FilmNation Entertainment, LuckyChap Entertainment               | Бен Браунінг, Ешлі Фокс, Емеральд Феннелл, Джозі МакНамара        |
| «Звук металу»              | Caviar, Ward Four, Flat 7 Productions                           | Берт Гамелінік, Саша Бен Гаррош                                   |
| «Суд над чиказькою сімкою» | Paramount Pictures, DreamWorks Pictures, Cross Creek Pictures   | Марк Платт, Стюарт Бессер                                         |

- 2021 — 94 церемонія, відбулася 27 березня 2022 року[7]

| Лауреат і номінанти         | Кінокомпанія | Продюсер                                                                |
| --------------------------- | --- | ----------------------------------------------------------------------- |
| «CODA: У ритмі серця»       | Pathé | Філіп Русселе, Фабріс Джанфермі, Патрік Вахсберге                       |
| «Алея жаху»                 | TSG Entertainment, Double Dare You Productions                                                                                   | Гільєрмо дель Торо, Дж. Майлз Дейл, Бредлі Купер                        |
| «Белфаст»                   | Northern Ireland Screend | Лора Бервік, Кеннет Брана, Бекка Ковачік, Тамар Томас                   |
| «Вестсайдська історія»      | Twentieth Century Fox, Metro-Goldwyn-Mayer, Amblin Entertainment                                                                 | Стівен Спілберг, Крісті Макоско Крігер                                  |
| «Дюна»                      | Legendary Entertainment, Villeneuve Films, Warner Bros. Pictures                                                                 | Мері Парент, Дені Вільнев, Кейл Бойтер                                  |
| «Король Річард»             | Westbrook Studios, Star Thrower Entertainment, Keepin' It Reel                                                                   | Тім Уайт, Тревор Вайт, Вілл Сміт                                        |
| «Локрична піца»             | Metro-Goldwyn-Mayer, Focus Features                                                                                              | Сара Мерфі, Адам Сомнер, Пол Томас Андерсон                             |
| «Не дивіться вгору»         | Hyperobject Industries, Bluegrass Films                                                                                          | Адам Мак-Кей, Кевін Мессік                                              |
| «Сядь за кермо моєї машини» | C&I Entertainment, Culture Entertainment, Bitters End, Nekojarashi, Quaras, Nippon Shuppan Hanbai, Bungeishunjū, L'Espace Vision | Терухіса Ямамото                                                        |
| «У руках пса»               | New Zealand Film Commissiond, See-Saw Filmsd, BBC Films                                                                          | Джейн Кемпіон, Таня Сегатчян, Еміль Шерман, Іен Каннінг, Роджер Фрапп'є |

- 2022 — 95 церемонія, відбулась 12 березня 2023 року.

| Лауреат і номінанти            | Кінокомпанія                                                | Продюсер                                                               |
| ------------------------------ | ----------------------------------------------------------- | ---------------------------------------------------------------------- |
| «Все завжди і водночас»        | A24                                                         | Ден Кван і Деніел Шайнерт, Джонатан Вонг                               |
| «На західному фронті без змін» | Netflix                                                     | Мальте Грюнерт                                                         |
| «Аватар: Шлях води»            | 20th Century Studios                                        | Джеймс Кемерон, Джон Ландау                                            |
| «Банші Інішерина»              | Searchlight Pictures                                        | Грем Бродбент, Пітер Чернін, Мартін Мак-Дона                           |
| «Елвіс»                        | Warner Bros. Pictures, InterCom                             | Баз Лурманн, Кетрін Мартін, Гейл Берман, Патрік Маккормік, Шайлер Вайс |
| «Фабельмани»                   | Amblin Partnersd, Amblin Entertainment                      | Крісті Макоско Крігер, Стівен Спілберг, Тоні Кушнер                    |
| «Тар»                          | Universal Pictures, Focus Features, UIP-Dunafilmd           | Тодд Філд, Олександра Мілчан, Скотт Ламберт                            |
| «Найкращий стрілець: Маверік»  | Jerry Bruckheimer Films, Paramount Pictures, Skydance Media | Том Круз, Крістофер Маккворрі, Девід Еллісон, Джеррі Брукгаймер        |
| «Трикутник смутку»             | BAC Filmsd, SF Studiosd, Curzon Artificial Eyed і Неон      | Ерік Хеммендорф, Філіп Бобер                                           |
| «Говорять жінки»               | United Artists і Universal Pictures                         | Деде Гарднер, Джеремі Кляйнер, Френсіс Мак-Дорманд                     |

- 2023 — 96 церемонія, відбулася 10 березня 2024 року.

| Лауреат і номінанти      | Кінокомпанія                                               | Продюсер                                                                         |
| ------------------------ | ---------------------------------------------------------- | -------------------------------------------------------------------------------- |
| «Оппенгеймер»            | Universal Pictures                                         | Емма Томас, Чарльз Ровен та Крістофер Нолан                                      |
| «Бідолашні створіння»    | Film4 Productionsd, Element Picturesd і TSG Entertainmentd | Ед Гіні, Ендрю Лоу, Йоргос Лантімос та Емма Стоун                                |
| «Вбивці квіткової повні» | Apple TV+                                                  | Ден Фрідкін, Бредлі Томас, Мартін Скорсезе та Даніель Лупі                       |
| «Барбі»                  | Warner Bros.                                               | Девід Хейман, Марґо Роббі, Том Екерлі та Роббі Бреннер                           |
| «Американське чтиво»     | Metro-Goldwyn-Mayer                                        | Бен ЛеКлер, Нікос Карамігіос, Корд Джефферсон та Джермейн Джонсон                |
| «Анатомія падіння»       | Le Pacte                                                   | Марі-Анж Лучані та Девід Тіон                                                    |
| «Залишені»               | Miramax Films                                              | Марк Джонсон                                                                     |
| «Маестро»                | Netflix                                                    | Бредлі Купер, Стівен Спілберг, Фред Бернер, Емі Дернінг та Крісті Макоско Крігер |
| «Минулі життя»           | Mozinet                                                    | Девід Хінохоса, Крістін Вакон та Памела Коффлер                                  |
| «Зона інтересів»         | Extreme Emotions, Film4 Productions, House Productions     | Джеймс Вілсон                                                                    |